# ムバンバナキラ空港
ムバンバナキラ空港は、ソロモン諸島ガダルカナル島南西のムバンバナキラにある空港。

## 就航路線
| 航空会社     | 就航地   |
| ------------ | -------- |
| ソロモン航空 | ホニアラ |